# Hollay Anna
Fehérváry Antalné Hollay Anna, névváltozat: Hollai (Pest, 1827. július 20. (keresztelés) – Miskolc, 1884. március 10.) drámai színésznő.

## Életútja
Szülei Holay Ferenc és Borostyánÿ Éva. 1837-ben lett színésznő, a Nemzeti Színháznál, itt 1841-43-ban mint kardalos működött. 1871–1872 között Kolozsvárott működött drámai szerepkörben és a társalgási és tragikai anyaszerepekben elismerésreméltó buzgalmat fejtett ki. Fiatalon sokat foglalkoztatott színésznő volt, az idő előrehaladtával egyre kevesebb szerepet kapott. Halálát agyhűdés okozta.

## Magánélete
1842 őszétől Szentpétery Zsigmond feleségeként lépett fel. 1843. január 6-án jegyesével a Kálvin téri református templomból a háromszori kihirdettetésről bizonyítványt kapott. 1843. január 7-én Pesten, a józsefvárosi plébánián kötöttek házasságot, egyik tanújuk Udvarhelyi Miklós volt.
Később Fehérváry Antal felesége lett. Gyermekeik:
- Gyula (Szabadka, 1850. március 20.)[5]
- Károly Vince Dániel (Baja, 1855. február 28.)[6]
- József Lajos Antal Mátyás (Szabadka, 1856. március 28.)[7]
- Emília Ilona Klára (Debrecen, 1864. január 21.)[8]
- Anna Mária Emília (Debrecen, 1866. július 25.)[9]

## Fontosabb szerepei
- Édua (Dobsa L.: IV. László)
- Erzsébet (Czakó Zs.: János lovag)
- Philaminte (Molière: Tudós nők)

## Működési adatai
1847: Kecskemét; 1852: Székesfehérvár; 1853: Győr; 1856: Szabadka; 1856–58: Hetényi József, Molnár György; 1861–64, 1875–77: Debrecen; 1866–72, 1873–75: Kaposvár; 1872: Arad, Buda; 1877: Gerőfy Andor.